# Bobby V
Bobby Wilson (Atlanta, Geórgia; 27 de fevereiro de 1980), mais conhecido pelo seu nome artístico Bobby V, (anteriormente como Bobby Valentino) é um cantor e compositor norte-americano (seu apelido é "Valentino" porque ele nasceu no Dia dos Namorados). Ele é agora conhecido como Bobby V devido a uma ação judicial envolvendo um cantor, compositor e músico inglês que já gravava e se apresentava com o nome de "Bobby Valentino".

## Discografia
- Bobby Valentino (2005)
- Special Occasion (2007)
- The Rebirth (2009)
- Fly on the Wall (2011)
- V5 (2012)

Bobby V Mixtapes
- The Rebirth Mixtape (mixtape)  (2009)
- 60 Minutes (mixtape) (2010)
- Vitamin V (mixtape) (2011)
- V Day (EP) (2012)